# Interstate 190 (New York)
Pour les articles homonymes, voir Interstate 190.
L'Interstate 190 (I-190) est une autoroute auxiliaire sud–nord de l'État de New York qui relie l'I-90 à Buffalo avec la frontière canadienne à Lewiston, près de Niagara Falls.
L'autoroute traverse Buffalo avant de traverser Grand Island et l'est de Niagara Falls. Elle traverse finalement la rivière Niagara sur le Pont Lewiston–Queenston pour entrer en Ontario, au Canada. Au Canada, l'autoroute se poursuit comme l'Autoroute 405, une courte route collectrice reliée à la Queen Elizabeth Way (QEW), laquelle offre un lien vers Toronto. L'I-190 offre également un lien à la QEW via le Peace Bridge entre Buffalo et Fort Érié, Ontario. L'I-190 est actuellement la seule autoroute auxiliaire à être reliée au Canada et l'une des deux seules, l'autre étant l'I-110 au Texas, à être reliée à une frontière internationale.

## Description du tracé
L'I-190 débute à un échangeur avec l'I-90 (New York State Thruway) à Cheektowaga, dans le comté d'Érié, au nord de West Seneca et à l'est de Buffalo. L'I-190 se dirige alors à l'ouest vers Buffalo, passant par l'ancien emplacement d'un poste de péage. L'autoroute rencontre quelques routes d'État et rues locales avant d'entrer dans le centre-ville de Buffalo. Au centre-ville, l'I-190 passe entre le KeyBank Center et Sahlen Field près de la NY 5 sur la rive sud du Lac Érié. À la NY 5, l'I-190 bifurque vers le nord en longeant la rivière Niagara. L'autoroute croise peu après la sortie vers le Peace Bridge qui la relie à la QEW, en Ontario.
Au nord du centre-ville, l'I-190 longe la rive est du Black Rock Channel avant de rejoindre les rives de la rivière Niagara près de la sortie pour la Scajaquada Expressway. L'I-190 continue vers le nord dans les extrémités nord de Buffalo, jusqu'à l'échangeur avec l'I-290. Un peu plus loin au nord-ouest, l'I-190 traverse la branche est de la rivière Niagara et entre à Grand Island.
L'I-190 traverse Grand Island du sud-est au nord-ouest, jusqu'au nord de l'île. L'I-190 traverse à nouveau la rivière Niagara et entre dans les limites de Niagara Falls. L'I-190 croise la Niagara Scenic Parkway et la LaSalle Expressway sur la rive est de la rivière. Plus au nord, l'I-190 croise la US 62.
Après que l'I-190 ait croisé la US 62, elle passe à l'est de Niagara Falls et se dirige vers le nord. L'I-190 atteint le dernier échangeur avant de traverser la rivière Niagara et entrer au Canada sur le Lewiston–Queenston Bridge. Au-delà de la frontière, la route se poursuit comme Autoroute 405 en direction de Toronto, via la QEW.

## Liste des sorties
| Interstate 190                                     |                 |       |       |                                                     |                                                                              |                                                                                     |
| Comté                                              | Municipalité    | mi    | km    | Sortie                                              | Intersections / Destinations                                                 | Notes                                                                               |
| Érié                                               | Buffalo         | 0,00  | 0,00  |                                                     | I-90 / New York Thruway – Aéroport de Buffalo, Albany, Érié                  | Sortie 53 de l'I-90                                                                 |
| Érié                                               | Buffalo         | 0,70  | 1,13  | 1                                                   | South Ogden Street                                                           |                                                                                     |
| Érié                                               | Buffalo         | 1,56  | 2,51  | 2                                                   | NY 354 (en) (Clinton Street) vers US 62 (Bailey Avenue)                      |                                                                                     |
| Érié                                               | Buffalo         | 2,22  | 3,57  | 3                                                   | NY 16 (en) (Seneca Street)                                                   | Sortie direction sud, entrée direction nord                                         |
| Érié                                               | Buffalo         | 3,14  | 5,05  | 4                                                   | Smith Street / Fillmore Avenue                                               |                                                                                     |
| Érié                                               | Buffalo         | 3,79  | 6,10  | 5                                                   | Hamburg Street                                                               | Sortie et entrée en direction nord                                                  |
| Érié                                               | Buffalo         | 4,13  | 6,65  | 5                                                   | Louisiana Street                                                             | Sortie et entrée en direction sud                                                   |
| Érié                                               | Buffalo         | 4,99  | 8,03  | 6                                                   | Elm Street – Canalside                                                       |                                                                                     |
| Érié                                               | Buffalo         | 5,10  | 8,21  | 7                                                   | NY 5 (en) / LECT (en) ouest – Buffalo Harbor State Park, Lackawanna          | Pas de sortie en direction nord                                                     |
| Érié                                               | Buffalo         | 5,20  | 8,37  | 7                                                   | Church Street – Buffalo Harbor State Park                                    | Pas de sortie en direction sud                                                      |
| Érié                                               | Buffalo         | 5,86  | 9,43  | 8                                                   | NY 266 (en) (Niagara Street)                                                 |                                                                                     |
| Érié                                               | Buffalo         | 6,58  | 10,59 | 9                                                   | LECT (en) (Porter Avenue / Niagara Street) – Peace Bridge, Fort Érié, Canada |                                                                                     |
| Érié                                               | Buffalo         | 8,69  | 13,99 | 11                                                  | NY 198 (en) est (Scajaquada Expressway)                                      |                                                                                     |
| Érié                                               | Buffalo         | 9,18  | 14,77 | 12                                                  | Amherst Street                                                               | Sortie direction nord, entrée direction sud                                         |
| Érié                                               | Buffalo         | 9,44  | 15,19 | 13                                                  | Austin Street                                                                | Sortie direction nord, entrée direction sud                                         |
| Érié                                               | Buffalo         | 9,88  | 15,90 | 14                                                  | Ontario Street                                                               | Sortie direction sud, entrée direction nord                                         |
| Érié                                               | Buffalo         | 10,50 | 16,90 | 14                                                  | Vulcan Street                                                                | Sortie direction nord, entrée direction sud                                         |
| Érié                                               | Tonawanda       | 12,36 | 19,89 | 15                                                  | NY 324 (en) est (Sheridan Drive) / Kenmore Avenue                            | Terminus sud du multiplex avec NY 324                                               |
| Érié                                               | Tonawanda       | 13,33 | 21,45 | 16                                                  | I-290 est vers I-90 – Rochester, Tonawanda                                   | Terminus ouest de l'I-290                                                           |
| Érié                                               | Tonawanda       | 14,20 | 22,85 | 17                                                  | NY 266 (en) (River Road) – North Tonawanda, Tonawanda                        |                                                                                     |
| Érié                                               | Tonawanda       | 14,26 | 22,95 | Poste de télépéage de Tonawanda (direction nord)    | Poste de télépéage de Tonawanda (direction nord)                             | Poste de télépéage de Tonawanda (direction nord)                                    |
| Érié                                               | Rivière Niagara | 14,50 | 23,34 | Pont de South Grand Island                          | Pont de South Grand Island                                                   | Pont de South Grand Island                                                          |
| Érié                                               | Grand Island    | 15,35 | 24,70 | 18A                                                 | NY 324 (en) ouest (Grand Island Boulevard) / Long Road                       | Terminus nord du multiplex avec NY 324; sortie direction nord, entrée direction sud |
| Érié                                               | Grand Island    | 15,46 | 24,88 | 18B                                                 | Beaver Island State Park                                                     | Indiqué sortie 18 en direction sud                                                  |
| Érié                                               | Grand Island    | 17,27 | 27,79 | 19                                                  | Whitehaven Road                                                              |                                                                                     |
| Érié                                               | Grand Island    | 19,32 | 31,09 | 20B                                                 | NY 324 (en) est (Grand Island Boulevard / Long Road)                         | Terminus sud du multiplex avec NY 324; indiqué sortie 20 en direction nord          |
| Érié                                               | Grand Island    | 19,69 | 31,69 | 20A                                                 | West River Road                                                              | Pas de sortie en direction nord                                                     |
| Érié                                               | Grand Island    | 20,22 | 32,54 | Poste de télépéage de Niagara Falls (direction sud) | Poste de télépéage de Niagara Falls (direction sud)                          | Poste de télépéage de Niagara Falls (direction sud)                                 |
| Rivière Niagara                                    | Rivière Niagara | 20,32 | 32,70 | Pont de North Grand Island                          | Pont de North Grand Island                                                   | Pont de North Grand Island                                                          |
| Niagara                                            | Niagara Falls   | 21,14 | 34,02 | 21                                                  | NY 384 (en) (Buffalo Avenue) / Niagara Scenic Parkway (en) – Niagara Falls   | Terminus nord du multiplex avec NY 324                                              |
| Niagara                                            | Niagara Falls   | 21,53 | 34,65 | 21A                                                 | LaSalle Expressway (en) est – North Tonawanda, Tonawanda                     |                                                                                     |
| Niagara                                            | Niagara Falls   | 22,08 | 35,53 | 22                                                  | US 62 (Niagara Falls Boulevard) – Aéroport international de Niagara Falls    |                                                                                     |
| Niagara                                            | Niagara         | 23,74 | 38,21 | 23                                                  | NY 182 (en) (Packard Road / Porter Road)                                     |                                                                                     |
| Niagara                                            | Niagara         | 25,87 | 41,63 | 24                                                  | NY 31 (en) (Witmer Road)                                                     |                                                                                     |
| Niagara                                            | Lewiston        | 27,72 | 44,61 | 25A                                                 | NY 265 (en) – Lewiston                                                       | Pas de sortie en direction sud                                                      |
| Niagara                                            | Lewiston        | 27,72 | 44,61 | 25B                                                 | NY 104 (en) / Niagara Scenic Parkway (en) – Lewiston                         | Indiqué sortie 25 en direction sud                                                  |
| Rivière Niagara                                    | Rivière Niagara | 28,34 | 45,61 | Pont Lewiston–Queenston Frontière canado-américaine | Pont Lewiston–Queenston Frontière canado-américaine                          | Pont Lewiston–Queenston Frontière canado-américaine                                 |
| Rivière Niagara                                    | Rivière Niagara | 28,34 | 45,61 |                                                     | Autoroute 405 ouest – Saint Catharines, Hamilton, Toronto                    | Continue en Ontario                                                                 |
| - Terminus de multiplex - Péage - Accès incomplet> |                 |       |       |                                                     |                                                                              |                                                                                     |